# Tagbeobachtung

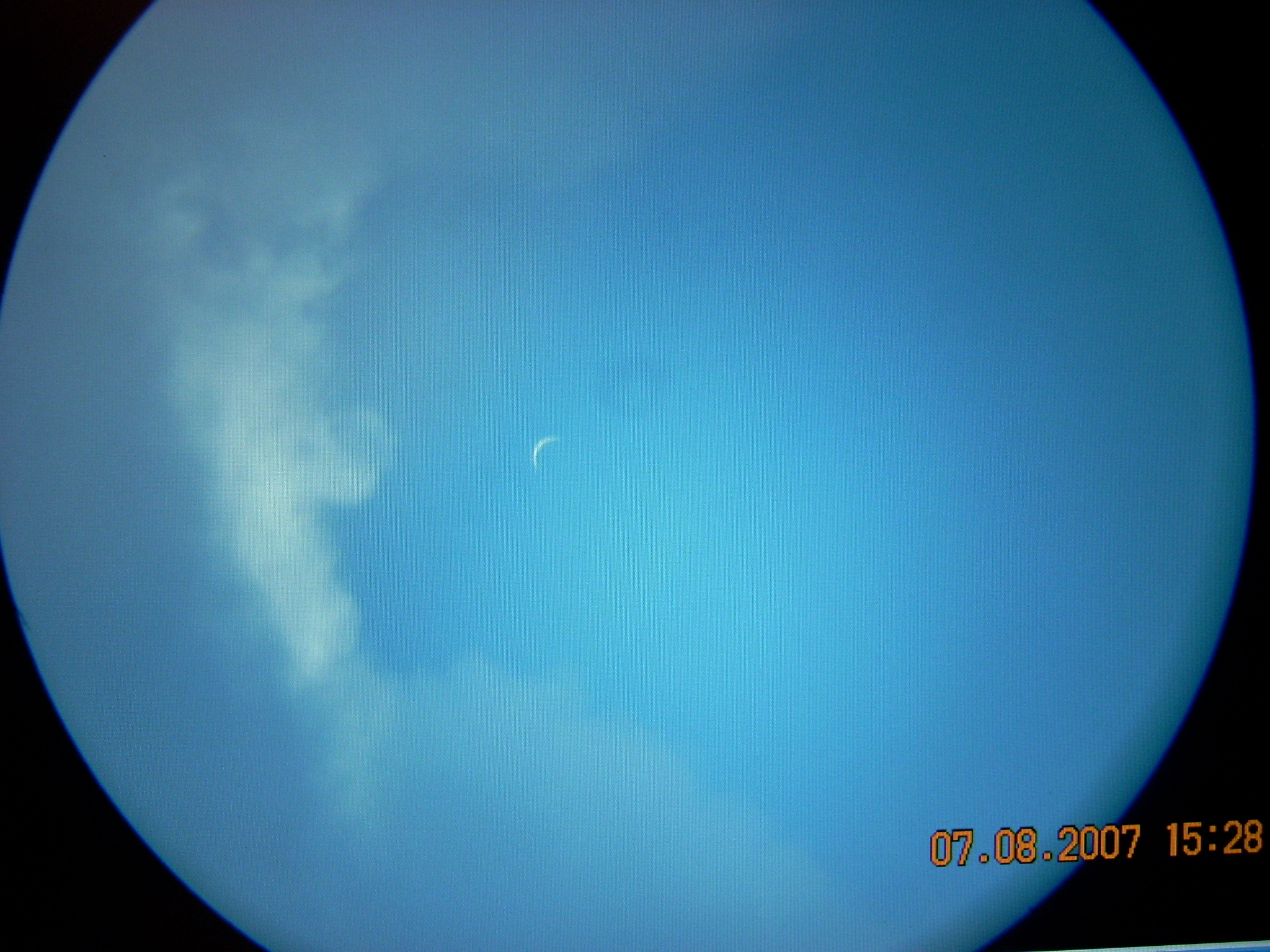
Venussichel bei Tage, nur 17° östlich der Sonne (Foto durchs umkehrende Fernrohr, 80-fach), links eine nahende Gewitterwolke.

Tagbeobachtung nennt man in der Astronomie, aber auch der Geodäsie die Beobachtung von Gestirnen am hellen Tageshimmel. Sie ist bei der Sonnenbeobachtung selbstverständlich und beim Mond nicht ungewöhnlich, doch wird sie auch bei anderen Himmelskörpern angewandt, insbesondere bei den zwei inneren Planeten Venus und Merkur, die immer nahe bei der Sonne stehen. Details auf den sehr hellen Oberflächen dieser Planeten sind am Taghimmel besser zu erkennen als nachts, und sie stehen auch höher am Himmel.
Manche großen Kometen sind ebenfalls am Taghimmel beobachtbar – auf den Bahnstücken nahe der Sonne sogar besser als nachts, wo sie allenfalls nur knapp über dem Horizont stehen. Wenn sie die Helligkeit der Venus erreichen, sind sie zeitweilig sogar mit bloßem Auge zu sichten.
Bisweilen werden auch helle Fixsterne tagsüber gemessen, z. B. der Polarstern (für präzise Vermessungen) oder helle Doppelsterne wie Castor oder Algieba, die nachts stark überstrahlt erscheinen. Auch spezielle Satellitenbeobachtungen sind hier anzuführen.
Tagbeobachtungen haben zahlreiche Nachteile gegenüber solchen am Nachthimmel, doch bringen sie auch einige Vorteile mit sich. Je klarer die Luft und je tiefer das Himmelsblau, desto besser sind Kontrast und Beobachtungsbedingungen. Mit zunehmender Meereshöhe wird der Himmel dunkler, wie im Hochgebirge und bei Flugreisen leicht festzustellen ist.

## Himmelsobjekte und Instrumente für Tagbeobachtungen

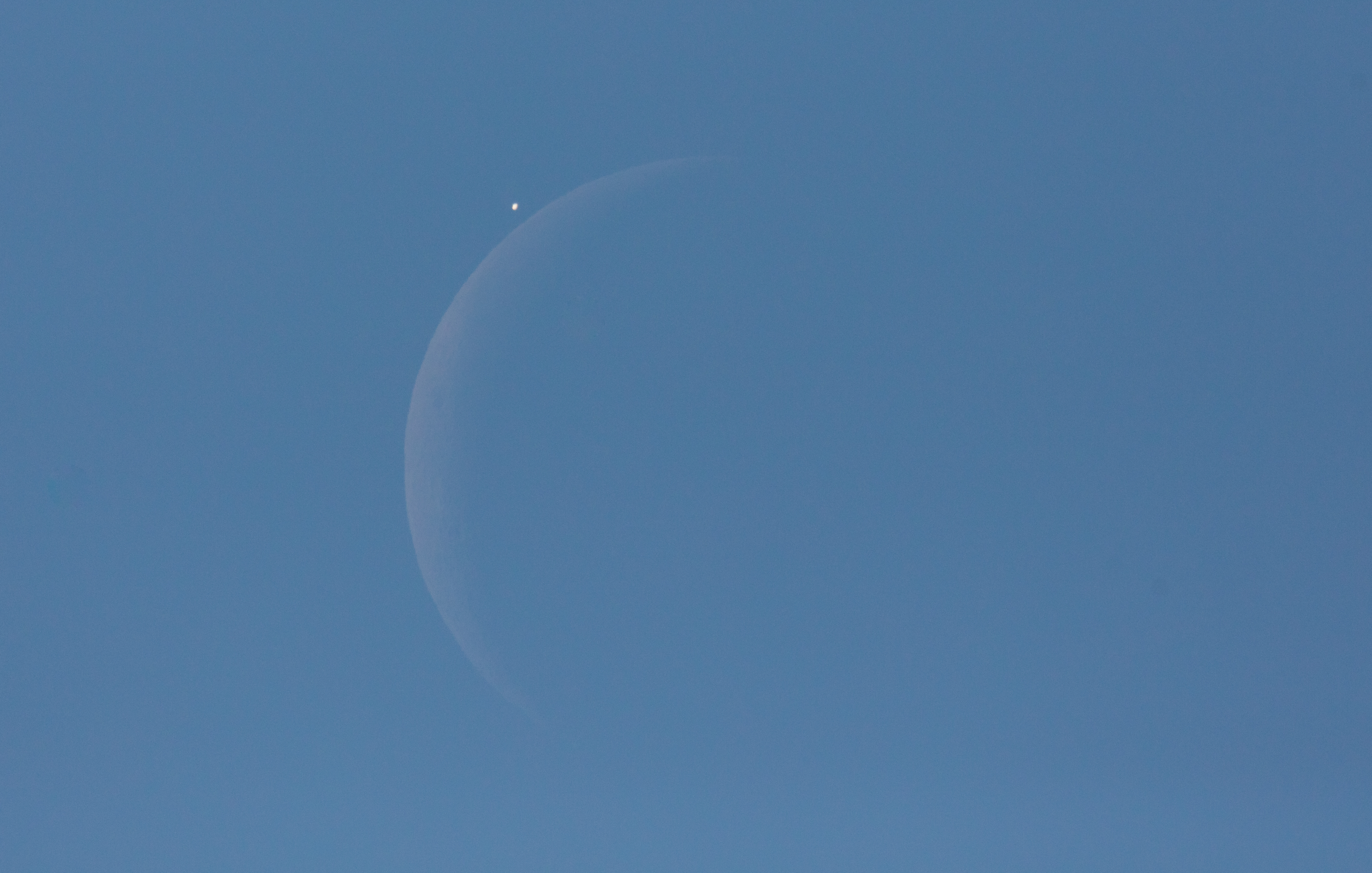
Kurz vor einer Venus-Bedeckung durch den abnehmenden Mond, mittags am 7. Dezember 2015

Die Venus, nach der Sonne und dem Mond das hellste Gestirn, kann man am Tag oft schon freiäugig sehen, wenn der Winkelabstand von der Sonne (oder die genäherte Richtung am Himmel) bekannt ist und mehr als 20° beträgt. Die zwischen etwa 1850 und 1960 an großen Teleskopen entstandenen Karten der sonnennahen Planeten Venus und Merkur sind ausschließlich am Taghimmel beobachtet worden.
Auch andere helle Planeten (Mars, Jupiter, Saturn) sowie Sterne erster Größe sind tagsüber bereits in einem guten Feldstecher zu sehen, Sterne 2. bis 5. Magnitude aber erst in einem Fernrohr von entsprechender Größe (siehe Bild unten, 20-cm-Spiegelteleskop).
Das Fernrohr bzw. Fernglas sollte jedoch eine kleine Austrittspupille haben (maximal 4 mm), weil die Pupille des Auges bei Tageslicht enger als in der Nacht ist. Deshalb sind Taschenferngläser mit den Werten 8 × 20 (z. B. Trinovid) oder 10 × 25 durchaus geeignet, obwohl sie für Nachtbeobachtungen zu lichtschwach sind. Da schon im Fernglas ein versehentlicher Blick in die Sonne schwere Augenschäden verursachen kann, sollte die Beobachtung vorzugsweise von einem schattigen Platz erfolgen.

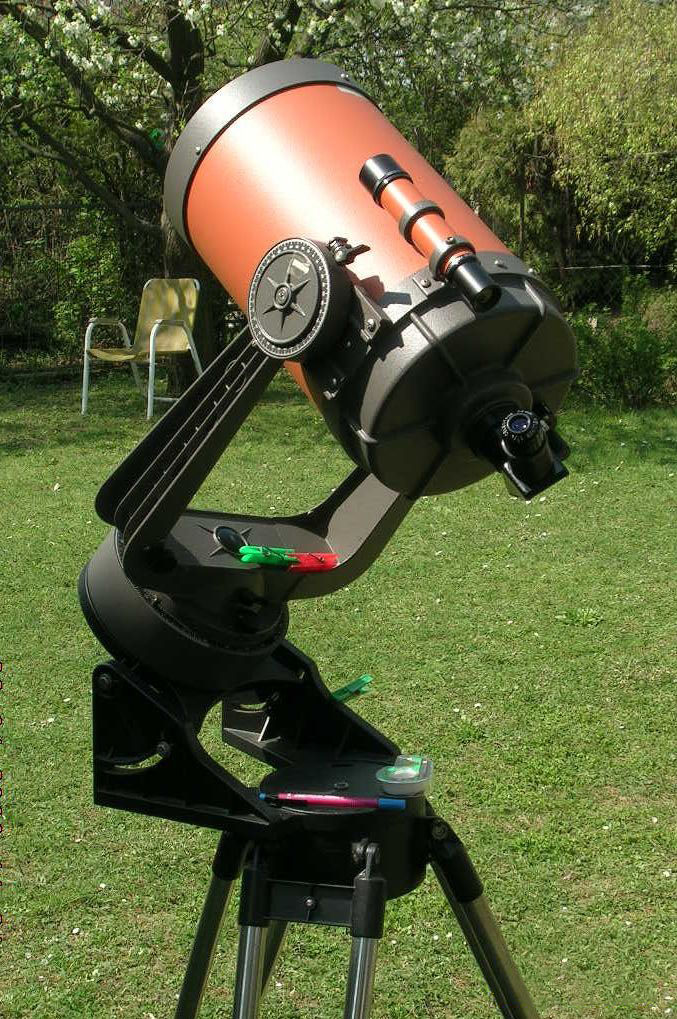
Spiegelfernrohr C8, auf Venus gerichtet (40° rechts der Sonne)

Die Sonne dient schon seit der Antike für Zeit- und Ortsbestimmungen sowie zur Navigation auf See. Mit einem modernen Theodolit kann man am Tage auch den Polarstern für genaue Richtungsmessungen verwenden, was wie die Sonne zur astronomischen Orientierung von isoliert liegenden Vermessungsnetzen genützt wird, aber auch z. B. zur Ausrichtung von Hochspannungsmasten im Wald oder von Geschützen.
Die rasante Entwicklung der elektro-optischen Sensoren wird es bald ermöglichen, automatische Tagbeobachtungen mit Sternsensoren – wie schon längst in der bemannten Raumfahrt – durchzuführen. Dem Problem des starken Streulichts (Himmelsblau) dürfte sich einerseits mit digitalen Filtertechniken beikommen lassen, andererseits mit optischen Mitteln wie dem Polarisationsfilter.

## Vor- und Nachteile
Probleme der Beobachtung bei Tageslicht werden wegen folgender Vorteile in Kauf genommen:
- die Möglichkeit, ohne Zeiteinschränkung zu beobachten
- keine nächtliche Müdigkeit
- das Entfallen von teuren Überstunden, vermeidbaren Wegzeiten oder Nachtzuschlägen
- Kontrastminderung bzw. weniger Überstrahlung (manchmal wünschenswert bei Venus oder Mond)
- keine Beleuchtung notwendig, einfacheres Manipulieren mit Zusatzgeräten
- weniger störende Fluginsekten und Stechmücken.

Dem stehen Nachteile gegenüber:

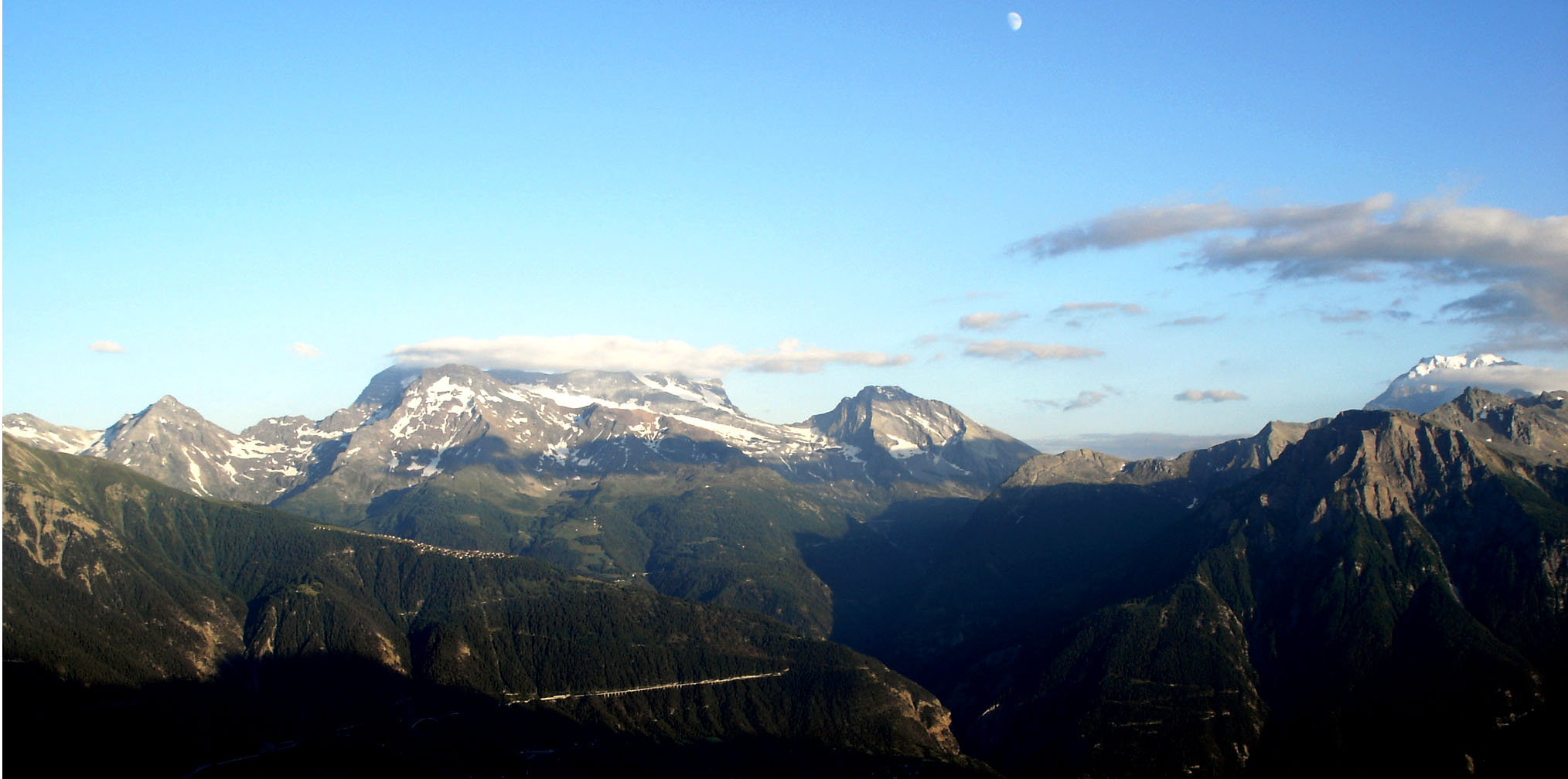
Der (blasse) Mond über den Walliser Alpen

- schlechte Sichtbarkeit bzw. Überstrahlung durch Sonne
- Einschränkung auf relativ helle Himmelskörper
- schwacher Kontrast gegenüber dem Taghimmel
- stärkere thermische Effekte (Sonnenstrahlung, meist größere Luftunruhe als nachts)
- störender Farbeffekt (Himmelsblau)
- schwierigere Fotografie als bei Nacht
- stärkere Reflexe in der Optik von Teleskop oder Kamera
- temperaturbedingt mehr Rauschen in den elektro-optischen Sensoren.

## Tagbeobachtung von Fixsternen
Sterne – d. h. weit entfernte Sonnen – sind relativ einfach am Taghimmel zu beobachten, wenn
- der genaue „scheinbare Ort“ auf der Himmelskugel bekannt ist (Azimut und Höhenwinkel),
- die Fokussierung der Optik (die Scharfstellung auf unendlich) korrekt ist – was vorher sorgfältig zu prüfen ist,
- und die Sternhelligkeit ausreicht, um sich vom Himmelsblau abzuheben. Dies gelingt umso eher, je weiter der Stern von der Sonne absteht; zumindest müssen es 20° sein.

Resümee: Sterne erster und zweiter Größe lassen sich bei klarem Himmel immer auffinden, meist auch bei Schleierwolken oder Kondensstreifen. Bei tiefblauem Himmel kann man im Achtzöller (20-cm-Objektiv oder Spiegelteleskop) auch Sterne 3. bis 4. Größe sehen.

### Flächen- versus Punkthelligkeit
Dass letzteres möglich ist, hängt mit einer wichtigen Besonderheit von Fernrohr-Beobachtungen zusammen: je stärker man die Vergrößerung wählt (durch ein kurzbrennweitiges Okular), desto dunkler erscheint der Himmel im Gesichtsfeld.
Hingegen bleibt der Stern auch bei höheren Vergrößerungen punktförmig (von Linsenfehlern und Luftunruhe abgesehen), bis mit der Vergrößerung das begrenzte Auflösungsvermögen des Geräts sichtbar wird. Daher bleibt die Sternhelligkeit im Fernrohr in einem bestimmten Vergrößerungsbereich dieselbe, während man den Himmel durch stärkere Vergrößerung „abdunkeln“ kann. Einschränkend wirkt lediglich das seitliche Licht, das von der hellen Umgebung ins Auge fällt.

### Polarstern
Eine wichtige Nutzanwendung davon ist die Messung des Polarsterns in der Geodäsie. Der Polarstern lässt sich vorteilhaft zur genauen Orientierung von Vermessungsnetzen oder von Instrumenten verwenden – siehe Azimut Polaris – und wenn man es bei Tag machen kann, sind Aufwand und Kosten geringer.
Ein Stern 2. Größe wie Polaris (oder einer des Großen Wagens) ist in einem Theodolit mit 30-facher Vergrößerung deutlich zu sehen, wenn er sich etwa in der Mitte des Gesichtsfeldes befindet. Um das zu erreichen, genügt bereits eine Faustformel, in die drei Größen eingehen: geografische Breite, Uhrzeit und Datum.
Mit größerer Erfahrung findet man Polaris auch ohne zu rechnen: sein Höhenwinkel ist bis auf einen Fehler von ± 0,7° gleich der Breite (sogenannte Polhöhe z. B. für München und Wien B = 48,2°, also Höhenwinkel 47,5 bis 48,9°). Das Gesichtsfeld beträgt meist 2°, sodass man den Stern bald findet, wenn man 3–4 horizontale Suchschleifen zieht.

### Andere helle Sterne
Für andere Fixsterne gilt obiges analog, nur wird man um eine genauere Rechnung nicht herumkommen. Eine früher gut bewährte Methode ist, in der Nacht vor der gewünschten Tagbeobachtung einen Stern mit gleicher Deklination im Teleskop einzustellen und die Montierung in dieser Richtung zu fixieren. Der Zeitunterschied der beiden Sterndurchgänge entspricht genau dem Unterschied der Rektaszension (jene Sternkoordinate, die der geografischen Länge entspricht).
Je tiefer das Himmelsblau, desto besser treten die Sterne hervor. Ein Stern 1. Größe ist mit einem Vier- bis Achtzöller auch in der Stadt fast immer sichtbar, sobald man ihn im Gesichtsfeld des Fernrohrs hat und der Winkelabstand von der Sonne 20° übersteigt. Man braucht natürlich eine genäherte Vorausberechnung, z. B. Azimut und Höhenwinkel. Sterne von 1,5 mag (z. B. Deneb 1,4m) sieht man nahe der Zielachse immer noch, während Sterne 2. Größe (etwa Großer Wagen oder Polarstern) schon recht genau eingestellt werden müssen. Bei tiefblauem Himmel sind auch Sterne dritter und vierter Größe möglich, am Stadthimmel aber meist nur 2,0 bis 2,5m. Bereits ab Sonnenuntergang wird jedoch alles wesentlich leichter.
Die Venus findet man (−4m) immer, sobald ihr Ort am Himmel auf einige Grad bekannt ist und ihr Abstand von der Sonne mindestens 15° beträgt. Damit ist sie ein gutes Hilfsmittel für die Richtungseinstellung und die genaue Fokussierung.
Einige Gründe, Fixsterne bei Tag zu beobachten, können sein:
- die technische Herausforderung
- ein Test von Fernrohr, Montierung oder Luftbedingungen
- genaue Ausrichtung der Fernrohrmontierung schon tagsüber (siehe Scheiner-Methode)
- der Wunsch, die Sache jemandem vorzuführen und zu überraschen
- eine genaue Richtungsmessung
- die laufende Überwachung eines rasch veränderlichen Sterns, einer Nova oder eines Doppelsterns
- eine Sternbedeckung durch den Mond oder durch einen Asteroiden.

### Doppelsterne
Besonders reizvoll ist tagsüber die Beobachtung oder Messung heller Doppelsterne. Im nächtlichen Fernrohr sind nämlich Sterne erster bis dritter Größe so hell, dass sich ihre an sich punktförmige Gestalt stark aufbläst und einen engen Begleiter überstrahlt. Am Taghimmel erscheinen dieselben Sterne hingegen wie feine Pünktchen. Ist der schwächere Stern heller als 5. Größe, kann man ihn wegen des helleren Hauptsterns trotzdem erkennen, weil das Auge auf der blauen Himmelsfläche genau „weiß“, wo er zu finden ist. Bei ruhiger Luft erlaubt diese Technik, Doppelsterne bis ans theoretische Auflösungsvermögen zu trennen.

## Tagbeobachtung von Planeten und Kometen
Eine klassische Beobachtungsmethode, um die Astronomische Einheit zu bestimmen, sind die – freilich sehr seltenen – Venusdurchgänge vor der Sonne. Als Sonderfall gehören sie zwar nicht zum Artikelthema, seien aber kurz erwähnt. Venustransits finden nur zweimal in ca. 120 Jahren statt, zuletzt im Juni 2004 und 2012. Die Vermessung der Venus erfolgt(e) dabei relativ zum Sonnenrand, wie die Bildserie zeigt.

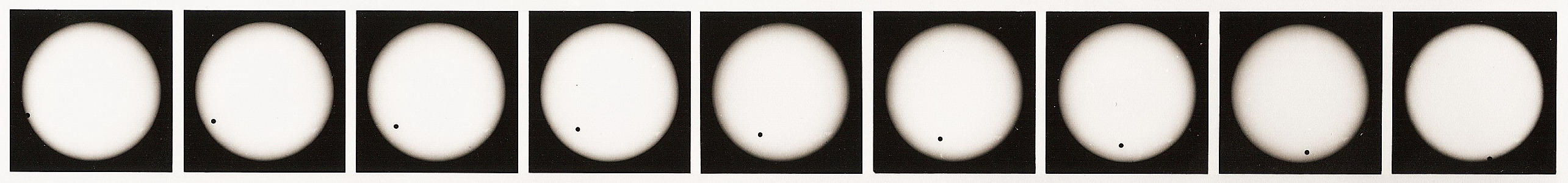
Sonne und Venus. Venustransit vom 8. Juni 2004, Aufnahmeserie mit 4″-Maksutovteleskop und Filterfolie der Stärke ND 4

### Venus und Merkur

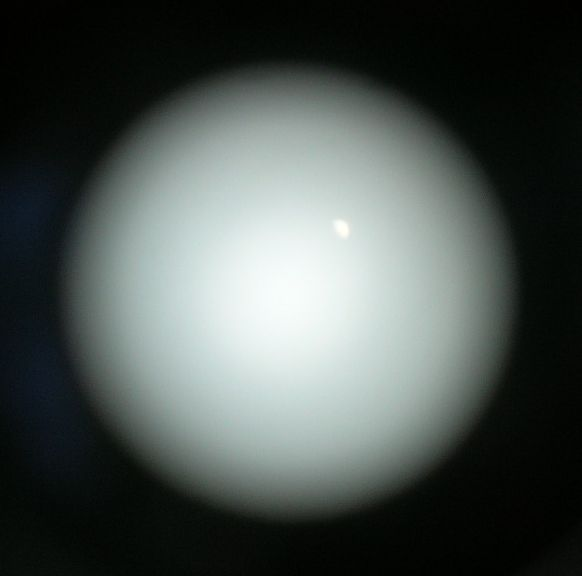
Venus im C8-Spiegelteleskop, noch etwas unscharf (sollte wie kleiner Halbmond aussehen)

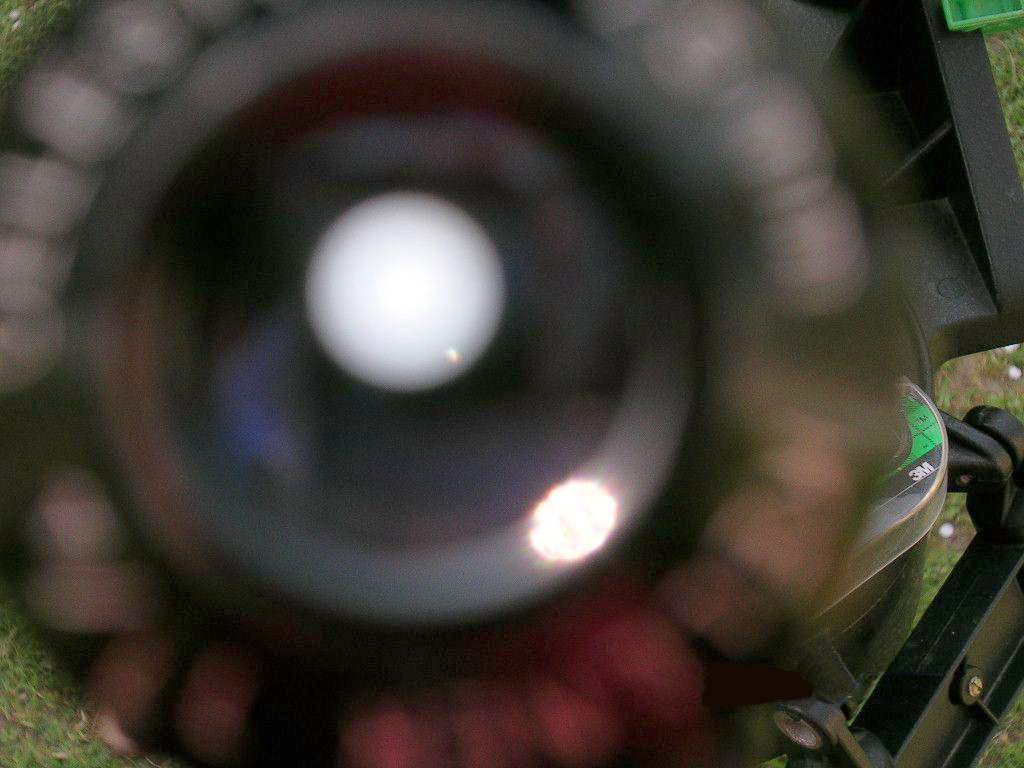
Nahe am sonnenbeschienenen Fernrohrokular (50-fach). Venus ist bereits als Pünktchen rechts unten im Himmelsausschnitt sichtbar.

Generell erfordert die Tagbeobachtung von Planeten einen ausreichenden Kontrast im Teleskop und zum Himmel, weil sie nicht punktförmig wie Sterne, sondern als kleine Scheibchen oder in schmaler Sichelform erscheinen. Bei den Planeten Merkur, Venus und Mars ist der notwendige Kontrast meist gegeben, weil sie relativ nahe um die Sonne kreisen und daher eine hell beleuchtete Oberfläche haben.
Günstig ist ein lichtstarkes Fernrohr, das auch bei mittlerer Vergrößerung (am besten 50- bis 100-fach) noch eine ausreichende Flächenhelligkeit garantiert. Gut geeignet sind kurzbrennweitige Spiegelteleskope oder ein aufgerüsteter Kometensucher.
Bei der Venus reicht der Kontrast immer – sogar noch bei leichten Wolkenschleiern und in einem normalen Feldstecher. Beim Merkur hängt die Sichtbarkeit stark von seiner Phase und Helligkeit ab; 2–3 Wochen vor bzw. nach der Erdnähe (Konjunktion) ist die Merkursichel zwar groß, aber meist zu lichtschwach.
An größeren Teleskopen waren Tagbeobachtungen der beiden Planeten bis zum Beginn der Raumfahrt die einzige Möglichkeit, sie optisch zu erkunden. Denn bei maximal 20° bzw. 45° Winkelabstand von der Sonne konnte man sie sonst nur in der Dämmerung (und daher in geringer Höhe über dem Horizont) beobachten. Wie viele Publikationen und Berichte um die Jahrhundertwende zeigen, haben die tagsüber bzw. in der frühen Dämmerung vorgenommenen Beobachtungen der Linienstrukturen, Flecken und Abschattungen auf den zwei inneren Planeten viel zu ihrer Erforschung beigetragen, vor allem durch Giovanni Schiaparelli und seinen Schüler Percival Lowell. Im 20. Jahrhundert haben sich u. a. die Franzosen A. Dollfus und Eugène Antoniadi um diese Himmelskörper verdient gemacht, ebenso wie um die Kartierung des Mars bis zu den ersten Raumsonden der 1960er-Jahre.

### Äußere Planeten
Ob auch sonnenfernere Planeten wie Mars, Jupiter und Saturn in einem geeigneten Fernrohr gut sichtbar sind, hängt geometrisch von deren Bahn (insbesondere dem Abstand zur Sonne) ab. Was die meteorologischen Bedingungen betrifft, ist die Himmelshelligkeit bzw. die Durchsichtigkeit der Luft entscheidend, in geringem Maße auch die Luftunruhe. Letzte ist meist in den frühen Morgenstunden und am Nachmittag am besten, wenn sich die Lufttemperatur am wenigsten ändert.
Die äußersten Planeten Uranus und Neptun erhalten aber schon zu wenig Sonnenlicht, um sich im Himmelsblau noch kontrastreich abzuheben. Die Grenze für einen gerade ausreichenden Helligkeits-Kontrast liegt bei guten Wetterbedingungen etwa beim Saturn, während es bei Jupiter kaum Probleme gibt. Er ist durch seine rötlichen Farbtöne auffälliger und seine Flächenhelligkeit übertrifft jene des Taghimmels meist sogar bei dünnen Cirruswolken. Ab etwa einem Achtzöller (bei guten Linsenfernrohren schon ab ca. 6 Zoll Öffnung) können sogar  3–4 Äquatorstreifen der Jupiteratmosphäre ausgemacht werden. Bei besondres klarer Luft kommen auch die vier hellen Jupitermonde und ihre reizvollen Konstellationen und Finsternisse in den Bereich der Sichtbarkeit.
Allerdings bewirkt das Himmelsblau, dass feine Details der Planetenoberflächen verschwimmen – besonders wenn sie keine Rottöne beinhalten. Einen Eindruck davon gibt die bekannte Erfahrung, wie „blass“ der Mond am Taghimmel aussieht (siehe Bild weiter oben). Merkur, Venus und Mars sind infolge ihrer großen Flächenhelligkeit gut zu beobachten, bei Jupiter verschwinden jedoch die dünneren der 4–6 Äquatorstreifen meist im Himmelsblau.
Gut messbar sind bei ruhigen Luftbedingungen z. B. die Größe, Abplattung und Rotation der Planeten, und auch die Beobachtung von vorausberechneten Sternbedeckungen kann gelingen. Rund um die Marsoppositionen sind sogar am „Roten Planeten“ trotz seiner Kleinheit Details zu erkennen, am Jupiter zumindest die zwei dunkelsten Äquatorstreifen und am Saturn bisweilen die Cassinische Teilung seiner Ringe.
Wesentlich schwieriger als visuelle sind fotografische Beobachtungen, besonders bei den ferneren Planeten. Die Luftunruhe und Verwacklungsgefahr kann man durch Aufnahmeserien (bei Digitalkameras z. B. mit der „Sportfunktion“) oder mit Webcams und ihre nachträgliche Überlagerung verringern. Der mangelnde fotografische Kontrast lässt sich durch Bildverarbeitung etwas verbessern.

### Helle Kometen
Manche der großen Kometen sind ebenfalls am Taghimmel beobachtbar, insbesondere auf den Bahnstücken nahe der Sonne. Dann können die Beobachtungsbedingungen sogar besser sein als in der Dämmerung, wo sie nur knapp über dem Horizont stehen. Solche besonders hellen Schweifsterne kommen alle paar Jahre ins innere Sonnensystem.
Wenn sie die Helligkeit der Venus erreichen und mindestens 10° Abstand von der Sonne haben, sind sie zeitweilig sogar mit bloßem Auge am Himmel zu finden.

## Tagbeobachtung von Satelliten
Für künstliche Erdsatelliten – besonders in niedrigen Umlaufbahnen – war von jeher die Abenddämmerung die beste Beobachtungszeit, weil sie im Laufe der Nacht in den Erdschatten geraten. Traditionelle Tagbeobachtungen sind hingegen äußerst schwierig. Mit größerer Optik und geeigneten CCD-Sensoren können sie jedoch gelingen, wenn der Himmel zusätzlich mit Polarisationsfilter gedämpft wird und sehr genaue Bahnelemente vorliegen.
In den ersten 2 Jahrzehnten der Raumfahrt haben sich im Rahmen der Moonwatch-Organisation (betreut vom SAO in Massachusetts) weltweit einige 100 Beobachterteams darauf spezialisiert, niedrig fliegende Satelliten in der Morgen- und Abenddämmerung zu beobachten. Besonders wichtig war dies für die Berechnung der Decays, der Wiedereintritte (Reentry) von Satelliten in die Erdatmosphäre knapp vor ihrem Verglühen. Diese visuellen Beobachtungen, die trotz der raschen Satellitenbewegung bis zu 10″ genau sein können, haben sich aber um 1975 durch automatische Funkverfahren erübrigt.
Seit etwa 1980 wird auch versucht, Satellite Laser Ranging (SLR) bei Tag zu betreiben. Zwar trifft ein gut gesteuerter Laserstrahl den Satelliten auch bei Tag, doch benötigt die Auslösung des Zeitintervallzählers eine ausreichende Zahl von reflektierten Lichtquanten. In den Anfangszeiten der Satellitengeodäsie war diese viel zu gering und ging im Himmelsblau unter. Heute gelingen solche Messungen standardmäßig, wenn Torzeit-Schaltungen, Lasersteuerung und Empfangsfilterung gut aufeinander abgestimmt sind. Damit ist eine Bahnbestimmung der Lasersatelliten rund um die Uhr prinzipiell möglich.
Vereinzelt besteht auch die Möglichkeit, am Taghimmel sogenannte Iridium-Flares zu beobachten, wenn sie genau vorausberechnet sind. Diese Lichtblitze entstehen durch Sonnenspiegelung an den großen Kollektoren der Iridium-Satelliten.